# La Caunette
La Caunette település Franciaországban, Hérault megyében. Lakosainak száma 320 fő (2022. január 1.). La Caunette Aigne, Aigues-Vives, Minerve, Saint-Jean-de-Minervois és Vélieux községekkel határos.

## Népesség
A település népességének változása:
| Lakosok száma | 360  | 265  | 293  | 323  | 320  | 309  | 306  | 315  | 317  | 320  |
|               | 1968 | 1982 | 1990 | 2006 | 2013 | 2015 | 2017 | 2019 | 2020 | 2022 |